# Anoplolepis candida
Anoplolepis candida är en myrart som beskrevs av Santschi 1928. Anoplolepis candida ingår i släktet Anoplolepis och familjen myror. Inga underarter finns listade i Catalogue of Life.